# Liparis elliptica
Liparis elliptica är en orkidéart som beskrevs av Robert Wight. Liparis elliptica ingår i släktet gulyxnen, och familjen orkidéer. Inga underarter finns listade i Catalogue of Life.